# Národní park Vanoise
Národní park Vanoise (francouzsky Parc national de la Vanoise) je francouzský národní park v Alpách, vytvořený v roce 1963 po mobilizaci ekologického hnutí proti turistickým projektům. Byl prvním francouzským národním parkem. Nachází se v regionu Rhône-Alpes, v departementu Savojsko. Blízko parku je několik malých vesnic jako Champagny-le-Haut, Champagny-le-Bas, La Chiserette, La Cuaz, Le Bois, Friburge a Séez.
V okolí parku je mnoho známých lyžařských středisek, jako Les Trois Vallées, Tignes, Val-d'Isère, Les Arcs, La Plagne. V Itálii park pokračuje jako Národní park Gran Paradiso. Společně vytvářejí plochu 1250 km².

## Příroda
Park je známý četným výskytem kozorožce horského.